# 物部
物部（もののべ／もののふ）とは、古代日本の朝廷の兵（軍事）・刑（刑罰）に携わった職業部。令制諸官司にも配属されている品部。

## 概要
氏族的系譜を有し、大化の改新以前は物部連が伴造として管掌してきた。その数が多かったので、物部の八十氏などと呼ばれた。
『日本書紀』によると、崇神天皇7年の11月、物部氏の祖である伊香色雄（いかがしこお）に命じて、
とある。「平瓮」とは平らな土器。平たい皿様の器のことである。『古事記』中巻崇神天皇条にも同様の記載がある。
改新後も存続し、律令制下では囚獄司（40人）・衛門府（30人）・東西市司（各20人）に配属され、罪人の刑を執行する業務にあたった、という。
同様の職務を果たす部として、久米部がある。

## 物部氏
地方には物部連とは系統の異なる物部氏が多数存在した。
1. 笠原使主の子・兄麻呂を祖とする武蔵国造族の物部直。
2. 飯入根命の子・宇乃遅命を祖とする出雲国造族の物部臣。
3. 夏花命を祖とする上毛野国造同族の物部君（磯部氏）。
4. 米餅搗大使主命の8世孫・額田臣と武蔵臣の兄弟を祖とする物部首。